# Episodi di See (prima stagione)
La prima stagione della serie televisiva See, composta da otto episodi, è stata distribuita a livello internazionale dal 1º novembre al 6 dicembre 2019 dal servizio di streaming Apple TV+.
| nº | Titolo originale       | Titolo italiano           | Pubblicazione USA | Pubblicazione Italia |
| -- | ---------------------- | ------------------------- | ----------------- | -------------------- |
| 1  | Godflame               | La terra promessa         | 1º novembre 2019  | 1º novembre 2019     |
| 2  | Message in a Bottle    | Il baule della conoscenza | 1º novembre 2019  | 1º novembre 2019     |
| 3  | Fresh Blood            | Il tempo della verità     | 1º novembre 2019  | 1º novembre 2019     |
| 4  | The River              | Lungo il fiume            | 8 novembre 2019   | 8 novembre 2019      |
| 5  | Plastic                | Il terzo figlio           | 15 novembre 2019  | 15 novembre 2019     |
| 6  | Silk                   | I mostri                  | 22 novembre 2019  | 22 novembre 2019     |
| 7  | The Lavender Road      | La via della lavanda      | 29 novembre 2019  | 29 novembre 2019     |
| 8  | House of Enlightenment | La casa del chiarore      | 6 dicembre 2019   | 6 dicembre 2019      |